# Curtonotum taeniatum
Curtonotum taeniatum är en tvåvingeart som beskrevs av Friedrich Georg Hendel 1913. Curtonotum taeniatum ingår i släktet Curtonotum och familjen Curtonotidae.
Artens utbredningsområde är Peru. Inga underarter finns listade i Catalogue of Life.